# Ninegal
Bei der Bezeichnung Ninegal (auch Ninegalla; sumerisch dNIN.E2.GAL, babylonisch dBe-el-te-kal2-lim, / Belet-ekallim, hurritisch Wel-tigalli / Fel-digalli, ugaritisch Pen-digalli, aber auch Blt-bhtm) handelte es sich zunächst um ein Epitheton, das in der sumerischen Überlieferung seit etwa 2550 v. Chr. belegt ist und Herrin des großen Hauses/Palastherrin bedeutet. Als Funktionstitel konnte Ninegal auf alle weiblichen Gottheiten übertragen werden, die in Verbindung zu einem Palast standen. Eigene Kulttempel fehlen deshalb.
In der Zeit vor Sargon von Akkad wurde der jeweils mit dem Epitheton bezeichneten weiblichen Gottheit ein eigenes Fest und ein eigener Monatsname gewidmet: itiEzem-maḫ DINGIRNin-E2-gala8-ka, welches als Monat des großen erhabenen Festes für Ninegal den Höhepunkt aller Opferfeste bildete. In der späteren Ur-III-Zeit wird Ninegal als Sonderform der Inanna verwendet und übernimmt folgende Genealogie: Tochter vom Vater Nanna und der Mutter Ningal, Schwester des Utu, Geliebte des Dumuzi und Schwägerin der Geštinanna. Ihre Botin war Ninšubur. In anderen Regionen wird Ninegal auch mit Nungal (Göttin des Gefängnisses) verehrt und gilt als Tochter des Himmelsgottes An und der Unterweltsgöttin Ereškigal.
Als Morgenstern wurde sie mit der Sonne in Verbindung gebracht, weshalb ihr in dieser Rolle die männlichen Attribute zugeschrieben wurden; als Abendstern entsprechend wegen der Gleichsetzung mit dem Mond die weiblichen Eigenschaften. Ninegal konnte so in drei Geschlechtern auftreten: Männlich, weiblich und Zwitter.